# Elena Gallegos Rosales
María Natalia Elena Gallegos Rosales (San Salvador, El Salvador, 15 de junio de 1881 - San José, Costa Rica, 30 de agosto de 1954) fue la primera dama de Costa Rica de 1920 a 1924. Fue la segunda de los ocho hijos del jurista salvadoreño Salvador Gallegos Valdez y su esposa Elena Rosales Ventura.

## Biografía
Cursó estudios primarios en San Salvador y secundarios en el Colegio de la Asunción en París. En 1907 conoció en San Salvador al cónsul general de Costa Rica Julio Acosta García, con quien contrajo nupcias en San Salvador el 16 de abril de 1910. De este matrimonio nacieron gemelas en San Salvador el 20 de febrero de 1911, pero solo sobrevivió una de las niñas, Elena Zulay de Jesús Acosta Gallegos, quien casó con el diplomático colombiano Pedro Manuel Revollo y Samper.
En 1915 la pareja se trasladó a Costa Rica, porque Julio Acosta había sido nombrado Secretario de Relaciones Exteriores, cargo que desempeñó hasta el golpe militar de Federico Tinoco Granados en 1917. De 1917 a 1919 la familia residió en El Salvador.
En 1920 Julio Acosta fue elegido Presidente de Costa Rica por un período de cuatro años. Durante su gestión como primera dama, Elena Gallegos efectuó labores en favor de los privados de libertad y diversas obras de beneficencia, y preparó y organizó la Casa Presidencial a la que se trasladó el despacho y la residencia del presidente en 1922. Realizó activas gestiones para que se estableciera en Costa Rica la Congregación de Hermanas del Buen Pastor, que durante mucho años tuvo a su cargo la cárcel de mujeres de San José.
Fue condecorada en 1934 con la Cruz de Oro de la Cruz Roja Española. 
Acompañó a su esposo, quien fue Secretario de Relaciones Exteriores por segunda vez de 1944 a 1948, a la conferencia de San Francisco y a la firma de la Carta de las Naciones Unidas.

## Fallecimiento
Falleció en San José, Costa Rica, el 30 de agosto de 1954 a los 73 años de edad, mes y medio después de enviudar.